# Gáspár Csere
Gáspár Csere (ur. 12 sierpnia 1991 w Budapeszcie) – węgierski lekkoatleta specjalizujący się w biegach długodystansowych.
Uczestnik letnich Igrzysk Olimpijskich w 2016, na których w biegu maratońskim zajął 109. miejsce z czasem 2:28:03. W trakcie Mistrzostw Europy w Lekkoatletyce w 2018 zajął w biegu maratońskim 29. miejsce z czasem 2:19:21.